# Atarba (Atarba) macracantha
Atarba (Atarba) macracantha is een tweevleugelige uit de familie steltmuggen (Limoniidae). De soort komt voor in het Neotropisch gebied.